# Pablo Contreras
Pablo Andrés Contreras Fica (Santiago del Cile, 11 settembre 1978) è un ex calciatore cileno con passaporto spagnolo, difensore.

## Carriera
Inizia la carriera professionistica nel Colo-Colo nel 1996. Dopo 3 stagioni, nel 1999, il Monaco decide di acquistarlo. La prima stagione è abbastanza positiva e si conclude con 17 presenze.
Nel gennaio 2000 approda in prestito nel Racing Club Avellaneda in Argentina. Il Celta Vigo acquista poi il calciatore cileno: nella stagione di esordio, a causa della sua posizione di extra-comunitario, la società galiziana decide di prestarlo all'Osasuna, 31 presenze ed 1 gol. L'anno dopo il club lo presta un altro anno allo Sporting Lisbona. Nella stagione 2003-2004 arriva infine il momento di vestire la maglia celeste, ma con scarsi risultati: 6 presenze e 1 gol in campionato.
Nella stagione 2004-2005 il cileno trova la fiducia del tecnico Fernando Vásquez e va a formare con Sergio la coppia di centrali difensivi.

## Palmarès

### Club

#### Competizioni nazionali
- Campionato francese: 1

Monaco: 1999-2000
- Supercoppa di Portogallo: 1

Sporting Lisbona: 2002
- Campionato greco: 1

Olympiakos: 2012-2013
- Coppa di Grecia: 1

Olympiakos: 2012-2013

### Nazionale
- Bronzo olimpico: 1

Sydney 2000